# بیل براون (بازیکن فوتبال، زاده ۱۹۳۱)

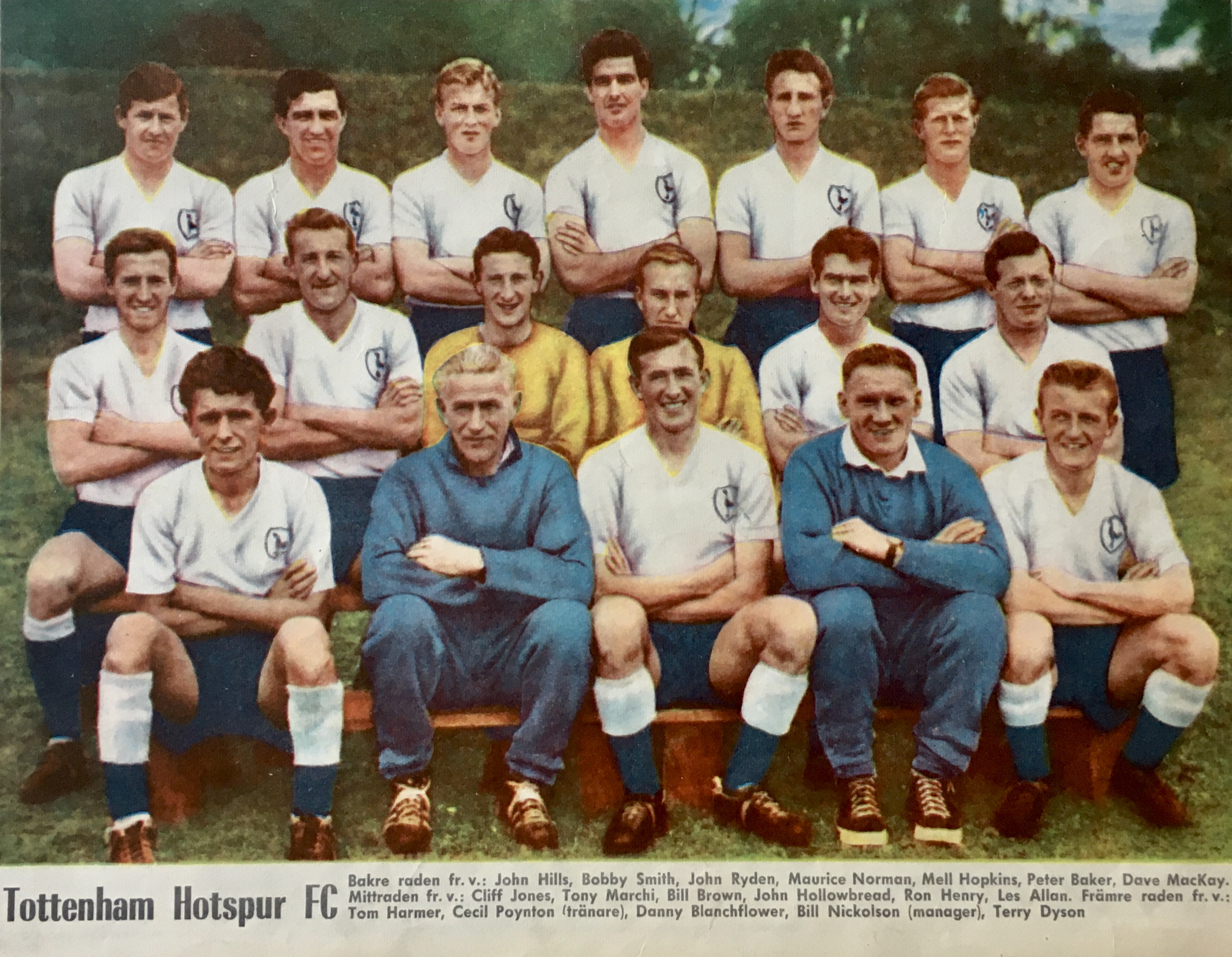
تیم فوتبال تاتنهام هاتسپر در سال ۱۹۶۰

بیل براون (انگلیسی: Bill Brown; ۸ اکتبر ۱۹۳۱ – ۳۰ نوامبر ۲۰۰۴) بازیکن فوتبال اهل اسکاتلند بود.
از باشگاه‌هایی که در آن بازی کرده‌است می‌توان به باشگاه فوتبال داندی، باشگاه فوتبال تاتنهام هاتسپر و باشگاه فوتبال نورث‌همپتون تاون اشاره کرد.
او همچنین در تیم‌های ملی فوتبال اسکاتلند بی و اسکاتلند بازی کرده‌است.